# Хелхи-Кмеце
Хелхи-Кмеце (пол. Chełchy Kmiece) — село в Польщі, у гміні Карнево Маковського повіту Мазовецького воєводства.
Населення — 164 особи (2011).
У 1975-1998 роках село належало до Цехановського воєводства.

## Демографія
Демографічна структура станом на 31 березня 2011 року:
|          | Загалом | Допрацездатний вік | Працездатний вік | Постпрацездатний вік |
| -------- | ------- | ------------------ | ---------------- | -------------------- |
| Чоловіки | 90      | 15                 | 67               | 8                    |
| Жінки    | 74      | 19                 | 36               | 19                   |
| Разом    | 164     | 34                 | 103              | 27                   |